# Andreas Carlgren
Hemming Andreas Carlgren, född 8 juli 1958 i Västra Ryds församling, Stockholms län, är en svensk politiker (centerpartist) och ämbetsman. Han har tidigare varit Sveriges miljöminister, generaldirektör, kommunalråd, riksdagsledamot och styrelsemedlem i statliga bolag.

## Biografi

### Utbildning och tidig politisk karriär
Carlgren gick grundskola och gymnasium på Kristofferskolan i Bromma, Stockholm, och studerade senare på lärarutbildningen, vid Stockholms universitet 1981–1982.
Han var förbundsordförande i Centerns Ungdomsförbund 1984–1987, samtidigt med Anna Lindh i SSU, Beatrice Ask i MUF och Maria Leissner i LUF (då FPU). När han valdes till förbundsordförande avbröt han lärarstudierna.
Han var senare verksam som lärare, och även anställd på Studieförbundet Vuxenskolan. Därefter var han anställd på utbildningsföretaget M-gruppen, där en av huvuduppgifterna var miljöutvecklingsprogram för näringslivet, bland annat med miljörevisioner. Andreas Carlgren registrerade 1990 egen firma där han åtog sig utbildning och konsultverksamhet avseende miljöstrategi i företag och organisationer och flera uppdrag för M-gruppen.
År 1990 blev han kommunalråd i Ekerö kommun.
Carlgren ingick i gruppen som utarbetade 1991 års partiprogram, ett program som ansågs som en avgörande förskjutning i liberal riktning för Centerpartiet. På centerstämman 1992 valdes Carlgren in i partiets presidium (först som andre vice ordförande, från 1998 som förste vice ordförande).
Carlgren ingick i början av 1990-talet i dåvarande regeringens ”pappagrupp”, som leddes av Peter Örn, och som banade vägen för pappamånader i föräldraförsäkringen.

### Första omgången i riksdagen (1994–1998)
Vid valet 1994 valdes Carlgren till riksdagsledamot för Stockholms län, och satt i riksdagen under perioden 1994–1998, under de år då Centerpartiet samarbetade med den socialdemokratiska regeringen för att sanera den svenska ekonomin. Carlgren var ledamot av utbildningsutskottet, och gjorde där flera överenskommelser med den socialdemokratiska regeringen 1995–1998, både på skolområdet och när det gällde universitet, högskolor och forskning. Det gällde friskolor, utbyggnad av högskolorna runt om i landet.

### Tiden vid Integrationsverket
Carlgren lämnade alla politiska uppdrag år 2000 när han utnämndes till generaldirektör vid Integrationsverket. Där var han verksam sex och ett halvt år från den 17 januari 2000 till oktober 2006 då han utnämndes till miljöminister. Integrationsverket hade uppgiften att följa upp och utvärdera hur integrationen utvecklades, samt att stödja kommunernas arbete med nyanländas etablering och att främja integration.

### Tiden som minister (2006–2011)
Efter riksdagsvalet 2006 utnämndes han till miljöminister i Fredrik Reinfeldts regering. Under Carlgrens tid som miljöminister fastställde riksdagen nya mål att Sverige ska minska klimatutsläppen med 40 procent 1990–2020, ha noll nettoutsläpp 2050 och vara oberoende av fossila drivmedel för fordonsparken 2030. Flera miljöbilsincitament infördes, bland annat miljöbilspremien, befrielse från fordonsskatten för miljöbilar och den så kallade supermiljöbilspremien. Reglerna för att bygga ny vindkraft gjordes enklare och dubbelprövningen avskaffades, med syfte att skynda på vindkraftsutbyggnaden. Sveriges totala växthusgasutsläpp minskade 20 procent 1990–2012, enligt Naturvårdsverkets statistik, varav 12 procent minskade från och med 2007.
Ett nytt havsmiljöanslag infördes i statsbudgeten, och anslaget höjdes stegvis till 740 miljoner kronor om året i Carlgrens sista budget. Genom den nya aktionsplanen som antogs av Östersjöländerna i november 2007 sattes för första gången ett tak för utsläppen till Östersjön och ansvar för utsläppsminskningarna fördelades mellan Östersjöländerna. Havsmiljöinstitutet inrättades 2009 som nationellt center för tvärvetenskapligt samarbete mellan olika universitet, och Havs- och vattenmyndigheten (HaV) inrättades 2011.
På kemikalieområdet förbjöds all användning av kvicksilver, inklusive kvicksilver i amalgam, liksom fosfater i tvättmedel och maskindiskmedel under Carlgrens ministertid. Under det svenska ordförandeskapet i EU såg regeringen till att EU-arbetet mot cocktaileffekter av kemikalier startade. Regeringen startade också arbetet med en svensk handlingsplan för giftfri miljö, för att åstadkomma en intensivsatsning 2010–2014. Under Carlgrens tid var Sverige också drivande bakom FN-beslut om kvicksilver 2009 som ledde till start av internationella förhandlingar i Stockholm juni 2010, och senare har gett en uppgörelse om konvention som begränsar kvicksilver globalt.
Under Carlgrens tid som minister reserverades totalt cirka 250 000 hektar skog för långsiktigt skydd. Det skedde genom att 70 000 hektar skog avsattes från Sveaskog 2008, 51 000 hektar från Fastighetsverket och Fortifikationsverket 2009 och ytterligare 100 000 hektar avsattes från Sveaskog 2010. Riksdagen beslutade om en ny plan- och bygglag med snabbare beslut och enklare bygglov. Redan 2008 blev det, på Carlgrens förslag, tillåtet att bygga 50 procent större friggebodar, från 10 till 15 kvm.
Under svenska EU-ordförandeskapet 2009 ledde han EU:s miljöministrar till beslut om EU-målet att sänka utsläppen med 80-95 procent till 2050. Vid FN:s klimatkonferens i Cancún 2010 samordnade han förhandlingarna till att det så kallade tvågradersmålet för första gången erkändes i FN, och att ett mål på högst 1,5 graders temperaturökning skulle bedömas med hjälp av FN:s klimatpanel. Han bidrog till genombrott med FN-protokoll om genetiska resurser i FN:s konferens om biologisk mångfald i Nagoya hösten 2010. Resultaten i Cancún och Nagoya bidrog till att han utsågs till Miljömäktigast i Sverige 2011.
Carlgren var tillsammans med mexikanska miljöministern värd för första internationella ministermötet om kortlivade klimatgaser september 2011 med 23 länder representerade. Vid mötet kom också Sverige, Mexiko, Bangladesh, USA, och Kanada överens om för att starta global koalition av länder som vill minska utsläpp. Formaliseringen av överenskommelsen gjordes av hans efterträdare Lena Ek, som också var med vid lanseringen tillsammans med ett antal ministrar i Washington februari 2012.
Efter 2010 års val hade han en riksdagsplats (där han ersattes av Abir Al-Sahlani). Den 29 september 2011 efterträddes Carlgren av Lena Ek som miljöminister, och lämnade då också sin riksdagsplats.

### Tiden efter riksdagen
Carlgren är efter ministertiden verksam på utbildningsområdet. Han är anställd vid Newmaninstitutet i Uppsala, som bedriver akademisk utbildning. Han är även vice ordförande i Stockholm Environment Institute (SEI) och ledamot i Göteborgs universitetsstyrelse.
Carlgren har även innehaft betydande poster i företagsstyrelser, bland annat som styrelseledamot i AB Vin- & Spritcentralen.

### Privatliv
Andreas Carlgren är son till Frans Carlgren och tillhör de välkända företagarsläkterna Carlgren och Kempe. Farmodern Fanny var dotter till Frans Kempe. Han är brorson till industrimannen Matts Carlgren.
Carlgren är katolik.
När Carlgren 1995 gick ut med sin homosexualitet var han den andre riksdagsmannen någonsin att göra detta efter Kent Carlsson (död 1993) och den ende öppet homosexuelle i riksdagen vid den tidpunkten. När han blev miljöminister blev han Sveriges första öppet homosexuella statsråd.

### Utmärkelser
Carlgren mottog Allan Hellman-priset 1995.